# Державний кордон Грузії

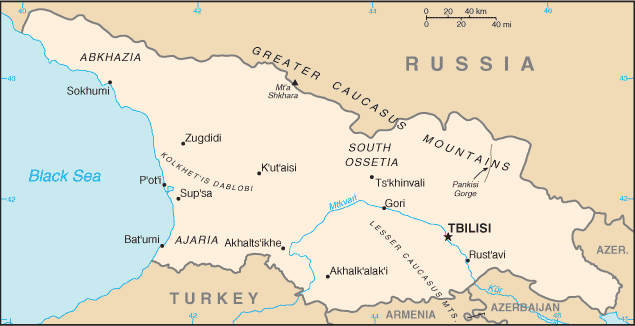
Карта Грузії

Державний кордон Грузії — державний кордон, лінія на поверхні Землі та вертикальна поверхня, що проходить по цій лінії, що визначають межі державного суверенітету Грузії над власними територією, водами, природними ресурсами в них і повітряним простором над ними.

## Сухопутний кордон
Загальна довжина кордону — 1814 км. Грузія межує з 4 державами. Уся територія країни суцільна, тобто анклавів чи ексклавів не існує.
Ділянки державного кордону
| Держава     | Ділянка         | Довжина (км) | Прикордонні регіони | Примітки |
| ----------- | --------------- | ------------ | ------------------- | -------- |
| Вірменія    | південь         | 219          |                     |          |
| Азербайджан | південний схід  | 428          |                     |          |
| Росія       | північ          | 894          |                     |          |
| Туреччина   | південний захід | 273          |                     |          |

## Морські кордони
Грузія на заході омивається водами Чорного моря Середземноморської системи Атлантичного океану. Загальна довжина морського узбережжя 310 км. Згідно з Конвенцією Організації Об'єднаних Націй з морського права (UNCLOS) 1982 року, протяжність територіальних вод країни встановлено в 12 морських миль (22,2 км). Виключна економічна зона встановлена на відстань 200 морських миль (370,4 км) від узбережжя.

## Спірні ділянки кордону
Після російсько-грузинського збройного конфлікту 2008 року й окупації першою територій Абхазії та Південної Осетії, з подальшим проголошенням та визнанням їхньої незалежності російсько-грузинський кордон став спірною ділянкою державного кордону Грузії.

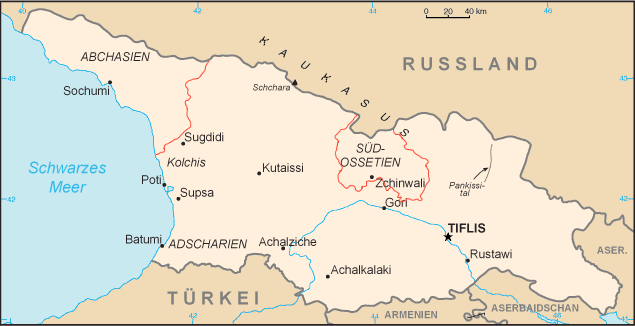
Спірні території самопроголошених республік Абхазії та Південної Осетії